# Angelo Ippolito
Angelo Ippolito (Sant'Arsenio, 7 novembre 1922 – New York, 29 ottobre 2001) è stato un pittore statunitense di origine italiana principalmente conosciuto per le sue opere in stile color field, esposte e custodite in gallerie e collezioni internazionali, nonché per il ruolo centrale che rivestì nel rinnovamento della scena artistica della New York del secondo dopoguerra.

## Biografia
Angelo Ippolito nacque nel 1922 a Sant'Arsenio, un paesino in provincia di Salerno. La sua famiglia emigrò negli Stati Uniti, e vi si stabilì definitivamente, quando lui aveva nove anni.
Dopo aver prestato servizio nelle Filippine durante la seconda guerra mondiale, intraprese studi artistici prima a New York, dove conobbe Amédée Ozenfant e John Ferren, poi a Roma dove ebbe Afro Basaldella come compagno di studi.
Al suo ritorno a New York nel 1952, Angelo Ippolito e il pittore Fred Mitchell invitarono gli artisti Lois Dodd, William King e Charles Cajori a unirsi a loro nella ideazione e fondazione della prima galleria d'arte di New York interamente gestita dagli artisti, escludendo così di fatto la figura e la funzione di mediazione del gallerista. Fu così che la Tanager Gallery (questo il nome che scelsero) pose le basi per quello che di lì a poco divenne un collettivo noto col nome di 10th Street galleries: una cooperativa di gallerie operanti principalmente nell'East Village, sull'East Side di Manhattan, fra gli anni '50 e '60. Tutte le gallerie erano autogestite dagli artisti stessi e generalmente operavano con budget volontariamente ridotti, spesso senza avvalersi di personale esterno. Il collettivo, che prendeva il nome dalla strada su cui si distribuivano le gallerie, finì per dare vita a un movimento d'avanguardia in opposizione alle più blasonate gallerie su Masidon Avenue e sulla cinquantasettesima strada, dalla politica notoriamente più conservatrice e altamente selettiva.
I membri della Tanager Gallery aumentarono includendo artisti come Sally Hazelet, Alex Katz e Philip Pearlstein. Il suo pubblico principale era costituito da altri artisti, che erano "contemporaneamente partecipanti e spettatori". I fondatori della galleria cercarono attivamente pittori poco conosciuti ospitando audaci vernissage per dare visibilità ad artisti che in seguito sarebbero diventati famosi, tra cui Elise Asher, Alfred Jensen e Jasper Johns.
Contestualmente Ippolito accettò incarichi come artista residente presso l'Università della California - Berkeley (nel biennio 1961–62) e come docente d'arte presso la Università statale del Michigan (dal 1963 al 1971). In seguito ricoprì la stessa carica presso la Binghamton University (1971-2001).
Dopo la sua morte, avvenuta il 29 ottobre 2001, venne sepolto al Green-Wood Cemetery di Brooklyn, New York.

## Opera
Il critico Robert Rosenblum recensì la mostra inaugurale di Ippolito alla Bertha Schaefer Gallery come "un evento notevole", scrivendo che "le sue tele presentano analogie astratte con una visione del paesaggio, suggerendo la terra, la linea dell'orizzonte e il cielo; eppure i regni separati della terra e dell'aria sono molto spesso fusi insieme in un'unica unità coloristica." Esaminando il suo lavoro successivo, il critico-artista Fairfield Porter lo descrisse come uno dei pochi artisti astratti "che usa colori brillanti come materiale invece di qualcosa con cui vestire il dipinto".
Le tele di Ippolito della fine degli anni '60 esploravano le suggestioni di astrazione estetica offerte dal paesaggio del Midwest degli Stati Uniti. Commentando euntusiasticamente le opere di questa serie, il suo ex insegnante di arte John Ferren scrisse che avrebbe potuto "trascorrere un'estate intera in un paesaggio di Ippolito".
Negli anni '70 Ippolito incrementò le dimensioni delle tele e iniziò ad impiegare colori più vivaci, spingendo il critico Hilton Kramer a scrivere "il piacere del colore rimane la sua preoccupazione principale, ed è un virtuoso nel maneggiarlo. Alcuni dei suoi migliori effetti, in questi nuovi dipinti, li ottiene quando si destreggia tra aree nette di colori caldi con un abbandono quasi spericolato." Nei due decenni successivi, i dipinti di Ippolito si discostarono ulteriormente dalle loro radici nel paesaggio concreto per esplorare visioni atmosferiche più rarefatte. Come confidò allo storico dell'arte Kenneth Lindsay nel 1974 "Quando trovo il colore del dipinto, trovo la forma".
Le opere di Angelo Ippolito sono state esposte in occasione di prestigiosi eventi internazionali come la Carnegie International e la Biennale di San Paolo, e acquisite e custodite da musei di fama mondiale, fra cui il Museum of Modern Art, il Whitney Museum of American Art, il Metropolitan Museum of Art, la Yale University Art Gallery, la Phillips Collection, e lo Hirshhorn Museum and Sculpture Garden.